# Legionovia 2019-2020
Questa voce raccoglie le informazioni riguardanti il Legionovia nelle competizioni ufficiali della stagione 2019-2020.

## Organigramma societario
Area direttiva
- Presidente: Konrad Ciejka

Area organizzativa
- General manager: Maciej Szewczyk

Area tecnica
- Allenatore: Alessandro Chiappini
- Allenatore in seconda: Adrian Chyliński
- Assistente allenatore: Maciej Juszt
- Scout man: Fabio Gabban

Area sanitaria
- Preparatore atletico: Artur Zarzecki
- Fisioterapista: Katarzyna Kaleta, Marta Krasnodębska

## Rosa
| N° | Nome              | Ruolo | Data di nascita  | Nazionalità sportiva |
| -- | ----------------- | ----- | ---------------- | -------------------- |
| 1  | Maja Tokarska     | C     | 22 febbraio 1991 | Polonia              |
| 2  | Agata Plaga       | O     | 9 luglio 2001    | Polonia              |
| 3  | Julie Oliveira    | O     | 1º aprile 1995   | Francia              |
| 4  | Magda Karpińska   | C     | 24 agosto 1996   | Polonia              |
| 6  | Kamila Dyduła     | O     | 27 dicembre 1998 | Polonia              |
| 7  | Magdalena Damaske | S     | 19 febbraio 1996 | Polonia              |
| 8  | Žana Zdovc Sporer | S     | 22 marzo 2002    | Slovenia             |
| 9  | Alicja Wójcik     | C     | 10 novembre 1994 | Polonia              |
| 10 | Agnieszka Adamek  | L     | 4 gennaio 1996   | Polonia              |
| 11 | Izabela Lemańczyk | L     | 11 dicembre 1990 | Polonia              |
| 12 | Olga Strantzalī   | S     | 12 gennaio 1996  | Grecia               |
| 16 | Juliette Fidon    | S     | 28 ottobre 1996  | Francia              |
| 17 | Justyna Łukasik   | C     | 27 gennaio 1993  | Polonia              |
| 19 | Julia Sobalska    | P     | 4 gennaio 2003   | Polonia              |
| 21 | Alicja Grabka     | P     | 9 maggio 1998    | Polonia              |
| 62 | Marta Matejko     | O     | 21 dicembre 1998 | Polonia              |

## Risultati

### Liga Siatkówki Kobiet

#### Girone di andata
| 1ª giornata - 11 ottobre 2019 Hala Podpromie, Rzeszów      | Developres Rzeszów | 3 - 1 | Legionovia     | 25-23, 25-18, 22-25, 25-20        |
| 2ª giornata - 18 ottobre 2019 Arena Legionowo, Legionowo   | Legionovia         | 2 - 3 | Chemik Police  | 26-24, 25-23, 18-25, 16-25, 8-15  |
| 3ª giornata - 25 ottobre 2019 Hala BKS Stal, Bielsko-Biała | BKS                | 2 - 3 | Legionovia     | 25-27, 22-25, 25-21, 25-20, 13-15 |
| 4ª giornata - 9 novembre 2019 Arena Legionowo, Legionowo   | Legionovia         | 3 - 0 | ŁKS            | 25-16, 25-12, 25-22               |
| 5ª giornata - 17 novembre 2019 Arena Kalisz, Kalisz        | Kalisz             | 3 - 1 | Legionovia     | 27-25, 25-18, 22-25, 25-21        |
| 6ª giornata - 23 novembre 2019 Arena Legionowo, Legionowo  | Legionovia         | 3 - 1 | Radomka        | 25-17, 20-25, 25-23, 25-21        |
| 7ª giornata - 29 novembre 2019 Hala MOSiR, Piła            | PTPS               | 1 - 3 | Legionovia     | 18-25, 25-21, 23-25, 22-25        |
| 8ª giornata - 8 dicembre 2019 Łódź Sport Arena, Łódź       | Budowlani Łódź     | 1 - 3 | Legionovia     | 25-17, 18-25, 22-25, 19-25        |
| 9ª giornata - 11 dicembre 2019 Arena Legionowo, Legionowo  | Legionovia         | 3 - 1 | Wrocław        | 25-19, 16-25, 25-20, 25-20        |
| 10ª giornata - 15 dicembre 2019 Hala Łuczniczka, Bydgoszcz | Pałac Bydgoszcz    | 1 - 3 | Legionovia     | 15-25, 16-25, 25-18, 25-27        |
| 11ª giornata - 21 dicembre 2019 Arena Legionowo, Legionowo | Legionovia         | 3 - 0 | Wisła Warszawa | 25-20, 25-20, 25-19               |

#### Girone di ritorno
| 12ª giornata - 30 ottobre 2019 Arena Legionowo, Legionowo  | Legionovia     | 2 - 3 | Developres Rzeszów | 18-25, 25-13, 16-25, 25-21, 14-16 |
| 13ª giornata - 13 novembre 2019 Hala Policach, Police      | Chemik Police  | 3 - 0 | Legionovia         | 25-12, 25-20, 25-15               |
| 14ª giornata - 19 gennaio 2020 Arena Legionowo, Legionowo  | Legionovia     | 3 - 2 | BKS                | 25-21, 24-26, 10-25, 25-23, 15-13 |
| 15ª giornata - 26 gennaio 2020 Łódź Sport Arena, Łódź      | ŁKS            | 3 - 0 | Legionovia         | 25-23, 25-23, 25-23               |
| 16ª giornata - 29 gennaio 2020 Arena Legionowo, Legionowo  | Legionovia     | 3 - 1 | Kalisz             | 25-19, 18-25, 25-21, 25-22        |
| 17ª giornata - 1º febbraio 2020 Hala MOSiR, Radom          | Radomka        | 3 - 1 | Legionovia         | 25-21, 21-25, 28-26, 27-25        |
| 18ª giornata - 7 febbraio 2020 Arena Legionowo, Legionowo  | Legionovia     | 2 - 3 | PTPS               | 18-25, 25-23, 23-25, 26-24, 13-15 |
| 19ª giornata - 15 febbraio 2020 Arena Legionowo, Legionowo | Legionovia     | 3 - 0 | Budowlani Łódź     | 25-12, 25-21, 25-22               |
| 20ª giornata - 22 febbraio 2020 Hala Orbita, Breslavia     | Wrocław        | 1 - 3 | Legionovia         | 20-25, 25-20, 20-25, 21-25        |
| 21ª giornata - 26 febbraio 2020 Arena Legionowo, Legionowo | Legionovia     | 3 - 2 | Pałac Bydgoszcz    | 17-25, 21-25, 25-18, 25-22, 15-8  |
| 22ª giornata - 29 febbraio 2020 Hala Koło, Varsavia        | Wisła Warszawa | 0 - 3 | Legionovia         | 17-25, 23-25, 13-25               |

### Coppa di Polonia

#### Fase a eliminazione diretta
| Quarti di finale - 12 febbraio 2020 Hala sportowa, Nowy Dwór Mazowiecki | NOSiR              | 0 - 3 | Legionovia | 20-25, 15-25, 18-25 |
| Semifinali - 7 marzo 2020 Hala Sportowa PWSZ, Nysa                      | Developres Rzeszów | 3 - 0 | Legionovia | 25-21, 26-24, 25-16 |

## Statistiche

### Statistiche di squadra
| Competizione          | Punti | In casa | In casa | In casa | In trasferta | In trasferta | In trasferta | Totale | Totale | Totale |
| Competizione          | Punti | G       | V       | P       | G            | V            | P            | G      | V      | P      |
| --------------------- | ----- | ------- | ------- | ------- | ------------ | ------------ | ------------ | ------ | ------ | ------ |
| Liga Siatkówki Kobiet | 42    | 11      | 8       | 3       | 11           | 6            | 5            | 22     | 14     | 8      |
| Coppa di Polonia      | -     | 0       | 0       | 0       | 1            | 1            | 0            | 2      | 1      | 1      |
| Totale                | -     | 11      | 8       | 3       | 12           | 7            | 5            | 24     | 15     | 9      |

G = partite giocate; V = partite vinte; P = partite perse

### Statistiche dei giocatori
| Giocatore       | Liga Siatkówki Kobiet | Liga Siatkówki Kobiet | Liga Siatkówki Kobiet | Liga Siatkówki Kobiet | Liga Siatkówki Kobiet | Coppa di Polonia | Coppa di Polonia | Coppa di Polonia | Coppa di Polonia | Coppa di Polonia | Totale | Totale | Totale | Totale | Totale |
| Giocatore       | P                     | PT                    | AV                    | MV                    | BV                    | P                | PT               | AV               | MV               | BV               | P      | PT     | AV     | MV     | BV     |
| --------------- | --------------------- | --------------------- | --------------------- | --------------------- | --------------------- | ---------------- | ---------------- | ---------------- | ---------------- | ---------------- | ------ | ------ | ------ | ------ | ------ |
| A. Adamek       | 15                    | 0                     | 0                     | 0                     | 0                     | 2                | 0                | 0                | 0                | 0                | 17     | 0      | 0      | 0      | 0      |
| M. Damaske      | 19                    | 129                   | 112                   | 12                    | 5                     | 1                | 0                | 0                | 0                | 0                | 20     | 129    | 112    | 12     | 5      |
| K. Dyduła       | 2                     | 0                     | 0                     | 0                     | 0                     | 1                | 0                | 0                | 0                | 0                | 3      | 0      | 0      | 0      | 0      |
| J. Fidon        | 21                    | 282                   | 230                   | 27                    | 25                    | 2                | 29               | 26               | 2                | 1                | 23     | 311    | 256    | 29     | 26     |
| A. Grabka       | 22                    | 81                    | 33                    | 31                    | 17                    | 2                | 2                | 1                | 0                | 1                | 24     | 83     | 34     | 31     | 18     |
| M. Karpińska    | 5                     | 0                     | 0                     | 0                     | 0                     | 1                | 1                | 1                | 0                | 0                | 6      | 1      | 1      | 0      | 0      |
| I. Lemańczyk    | 20                    | 0                     | 0                     | 0                     | 0                     | 1                | 0                | 0                | 0                | 0                | 21     | 0      | 0      | 0      | 0      |
| J. Łukasik      | 22                    | 145                   | 93                    | 39                    | 13                    | 2                | 10               | 7                | 2                | 1                | 24     | 155    | 100    | 41     | 14     |
| M. Matejko      | 15                    | 4                     | 2                     | 2                     | 0                     | 2                | 1                | 1                | 0                | 0                | 17     | 5      | 3      | 2      | 0      |
| J. Oliveira     | 21                    | 320                   | 264                   | 42                    | 14                    | 2                | 24               | 18               | 5                | 1                | 23     | 344    | 282    | 47     | 15     |
| A. Plaga        | 1                     | 0                     | 0                     | 0                     | 0                     | 0                | 0                | 0                | 0                | 0                | 1      | 0      | 0      | 0      | 0      |
| J. Sobalska     | 0                     | 0                     | 0                     | 0                     | 0                     | 0                | 0                | 0                | 0                | 0                | 0      | 0      | 0      | 0      | 0      |
| O. Strantzalī   | 21                    | 326                   | 287                   | 20                    | 19                    | 2                | 18               | 14               | 3                | 1                | 23     | 344    | 301    | 23     | 20     |
| M. Tokarska     | 19                    | 157                   | 86                    | 54                    | 17                    | 2                | 22               | 15               | 7                | 0                | 21     | 179    | 101    | 61     | 17     |
| A. Wójcik       | 17                    | 32                    | 21                    | 7                     | 4                     | 1                | 1                | 1                | 0                | 0                | 18     | 33     | 22     | 7      | 4      |
| Ž. Zdovc Sporer | 4                     | 3                     | 3                     | 0                     | 0                     | 2                | 1                | 1                | 0                | 0                | 6      | 4      | 4      | 0      | 0      |

P = presenze; PT = punti totali; AV = attacchi vincenti; MV = muri vincenti; BV = battute vincenti